# Liste von Harmoniumkomponisten
Die in dieser Liste aufgeführten Komponisten haben Stücke speziell für Harmonium (Solo) geschrieben.
Außerdem gab es bis in das 20. Jahrhundert hinein – im Notenhandel leicht beschaffbar – große Sammlungen mit Musik für das Harmonium. In diesen Sammlungen wurden auch Stücke von vielen beliebten Komponisten für Klavier und/oder Orgel für das Harmonium arrangiert. Oft wurde auch Orgelliteratur, die kein Pedal brauchte, mit der Bezeichnung „für Orgel oder Harmonium“ in den Handel gebracht. Diese Literatur ist in dieser Liste nicht berücksichtigt.

## Harmoniumkomponisten
- Hector Berlioz (1803–1869)
- Louis James Alfred Lefébure-Wely (1817–1869)
- Georg Schmitt (1821–1900)
- César Franck (1822–1890)
- Jacques-Nicolas Lemmens (1823–1881)
- Théodore Dubois (1837–1924)
- Camille Saint-Saëns (1835–1921)
- Alexandre Guilmant (1837–1911)
- August Reinhard (1831–1912)
- Josef Rheinberger (1839–1901)
- Jules Massenet (1842–1912)
- Eugène Gigout (1844–1925)
- Charles-Marie Widor (1844–1937)
- Léon Boëllmann (1862–1897)
- Charles Tournemire (1870–1939)
- Louis Vierne (1870–1937)
- Camillo Schumann (1872–1946)
- Max Reger (1873–1916)
- Sigfrid Karg-Elert (1877–1933)
- Augustin Barié (1883–1915)
- Joseph Boulnois (1884–1918)
- Jean Langlais (1907–1991)
- Pierre Kunc (1865–1941)